# Convención Bautista Nacional Progresista
La Convención Bautista Nacional Progresista (en inglés: Progressive National Baptist Convention) es una asociación cristiana evangélica de iglesias bautistas en Estados Unidos. Ella está afiliada a la Alianza Bautista Mundial. Su sede se encuentra en Washington D. C..

## Historia

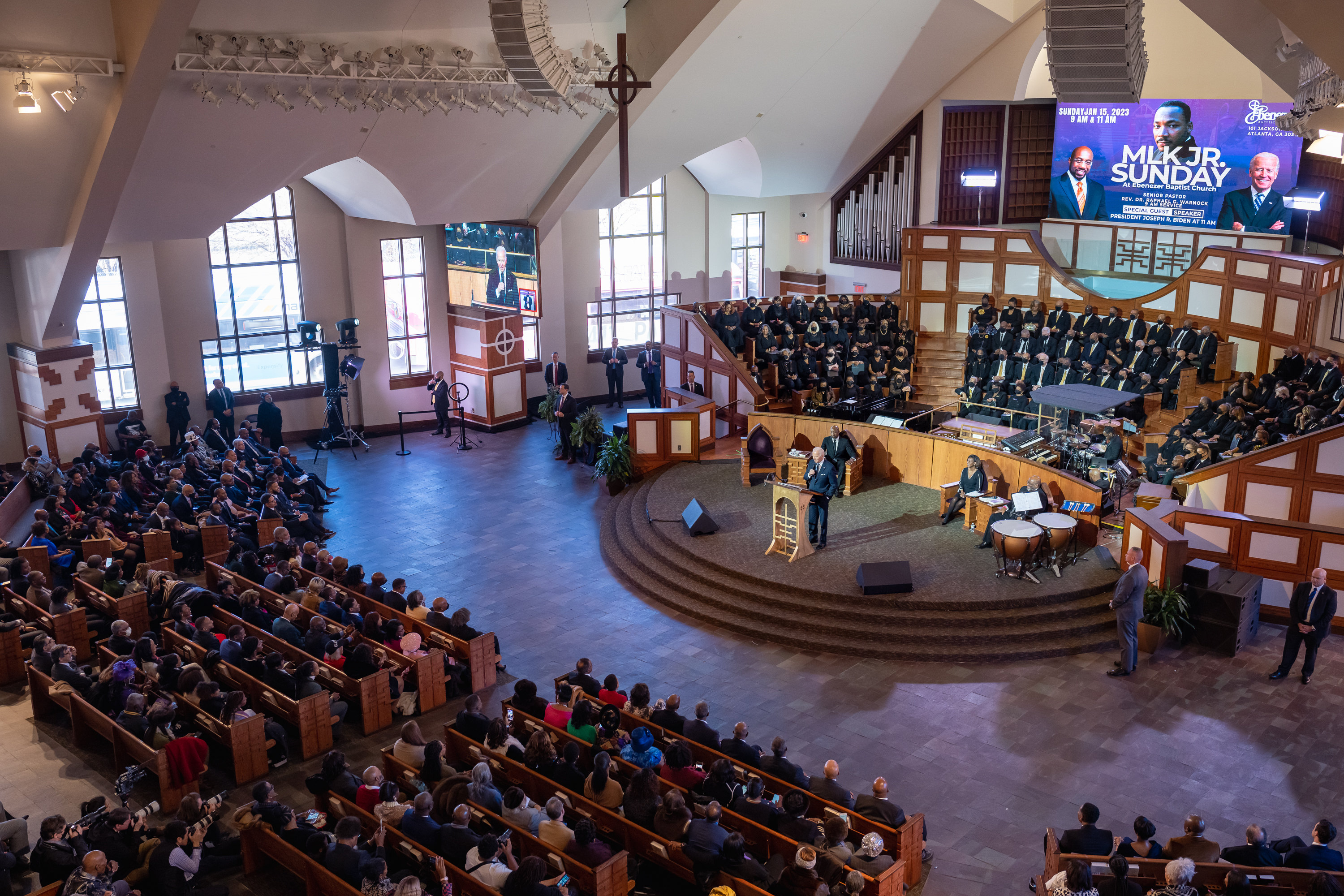
Servicio en la Iglesia Bautista Ebenezer en Atlanta, afiliada a la Convención.

La Convención tiene sus orígenes en la Convención Bautista Nacional, EE. UU. formada en 1895. En 1961, un grupo de pastores dirigido por L. Venchael Booth sintieron que el liderazgo no estaba dando suficiente espacio para el activismo político de derechos civiles y abandonaron la Convención Bautista Nacional, EE. UU.. Después de una reunión de 33 pastores en Cincinnati, L. Venchael Booth es elegido como el primer presidente de la Convención. Fue así fundada oficialmente ese mismo año, bajo el nombre de Convención Nacional Bautista Progresista. En 1969, Uvee Mdodana Arbouin se convirtió en la  primera mujer ordenada pastora en la Convención. Según un censo de la asociación de iglesias, en 2023 dijo que tenía 1,362 iglesias y 1,500,000 miembros.

## Organización Misionera
La Convención tiene una organización misionera, PNBC Missions. 